# M.A. Zuberi
Muhammad Ahmed Zuberi (2 tháng 7 năm 1920 – 12 tháng 12 năm 2010) còn được gọi là Muhammad Aziz Zuberi và M. A. Zuberi, là một nhà báo người Pakistan, người sáng lập và là tổng biên tập của nhật báo kinh doanh và tài chính Pakistan, Business Recorder.

## Đầu đời
Muhammad Ahmed Zuberi sinh ngày 2 tháng 7 năm 1920 tại Marehra, Các tỉnh Thống nhất, Ấn Độ thuộc Anh.

## Sự nghiệp
Ông bắt đầu sự nghiệp của mình bằng việc gia nhập tờ báo Dawn, sau này là tờ báo chính thức của Liên đoàn Hồi giáo toàn Ấn Độ, vào tháng 12 năm 1945 tại Delhi, theo yêu cầu của Muhammad Ali Jinnah và đã làm việc cho tờ báo này trong 20 năm với nhiều cương vị khác nhau. Sau khi Pakistan độc lập vào năm 1947, khi tờ báo Dawn bắt đầu xuất bản từ Karachi, Zuberi bắt đầu làm việc tại đó, giữ chức vụ biên tập viên phụ cấp cao.
Sau khi nghỉ hưu ở tờ báo Dawn, ông đã thực hiện ước mơ cả đời của mình là ra mắt tờ báo tài chính – Business Recorder vào năm 1965, cũng có trụ sở tại Karachi. Đây là tờ báo đầu tiên ở Pakistan chuyên đưa tin về tài chính và kinh tế. Tờ báo đã được công chúng đón nhận nồng nhiệt và lượng độc giả của tờ báo không ngừng tăng lên theo năm tháng. Zuberi cũng là thành viên sáng lập của Hội đồng Biên tập viên Báo chí Pakistan (CPNE). Trong suốt sự nghiệp báo chí lâu dài của mình, ông đã đại diện cho Pakistan tại các diễn đàn quốc tế khác nhau – Thịnh minh Báo chí Thịnh vượng chung, Liên Hợp Quốc và Ngân hàng Thế giới. Ông cũng là Tổng giám đốc của kênh truyền hình Aaj News và AAJ TV.
Zuberi, với tư cách là nhà đàm phán với chính quyền Pakistan về Hội Báo chí Toàn Pakistan và Hội đồng Biên tập viên Báo chí Pakistan, cũng đóng một vai trò quan trọng trong việc bảo vệ quyền lợi của các nhà báo.

## Giải thưởng và công nhận
- Giải thưởng Sitara-i-Imtiaz (Ngôi sao Ưu tú) về báo chí của Tổng thống Pakistan năm 2003.[1][5][9]
- Giải thưởng Quốc tế Thủy ngân Vàng (Ý)[5]

## Qua đời và di sản
Zuberi qua đời vào ngày 12 tháng 12 năm 2010 ở tuổi 90 tại Karachi, Pakistan. Việc chôn cất ông đã được lên kế hoạch trong khu phức hợp của Nghĩa trang Abdullah Shah Ghazi tại Clifton, Karachi. Hậu duệ của ông gồm có ba con trai và hai con gái và một số cháu.
Zuberi được coi là người tiên phong trong báo chí kinh tế và tài chính ở Pakistan.